# George Windsor Earl
George Samuel Windsor Earl (* 10. Februar 1813 in Hampstead (London), Großbritannien; † 9. August 1865 auf See bei Penang, Straits Settlements) war ein britischer Orientalist. Earl soll der Schöpfer des Namens „Indonesien“ sein, der heute vom südostasiatischen Inselstaat verwendet wird.

## Familie
George war der jüngere Bruder des Naturwissenschaftlers Percy William Earl (1811–1846). Der Vater beider war der Schiffskapitän Percy William Earl, der unter anderem für die Britische Ostindien-Kompanie fuhr. Die Mutter Elizabeth Sharp war Erbin eines großen Landbesitzes. Nach dem Tode seines Bruders Percy 1846 nahm George dessen beide Söhne auf.

## Werdegang
George Windsor Earl lebte nur bis zu seinem 16. Lebensjahr in Großbritannien. Er hatte wahrscheinlich eine gute Ausbildung, was sich auch durch seine Interessen an Ethnologie, Geographie, Navigation, Recht und Landwirtschaft sowie das Beherrschen von Sprachen wie Niederländisch und Spanisch zeigte. Wahrscheinlich eignete er sich viel Wissen im Selbststudium an. Ein Universitätsstudium absolvierte er nie.
Der Vater war 1827 verstorben und Georges Bruder Percy hatte eine Reise nach Kalkutta unternommen, war aber schon 1829 von dort zurückgekehrt. George und Percy wanderten gemeinsam nach Perth in Australien aus, wo sie im Februar 1830 ankamen. 1832 findet sich George Windsor Earl als Passagier auf dem niederländischen Schoner Monkey auf der Fahrt von Westaustralien nach Java. Zwei Jahre bereiste Earl die Meere Asiens, bevor er 1835 nach England zurückkehrte. Zwei Jahre später erschien sein Buch The Eastern Seas or Voyages and Adventures in the Indian Archpelago in 1832-33-34, in dem er über seine Reisen nach Java, Borneo, Malaya, Siam und anderen Orten berichtete.
1838 gehörte Earl zu den Gründern von Port Essington, einer britischen Siedlung im australischen Northern Territory, die 1849 wieder aufgegeben werden musste. Earl war bereits 1845 zurück nach England und heiratete im Jahr darauf in London. Ende 1846 fuhr Earl mit seiner Frau nach Sydney, wo deren erstes Kind geboren wurde. 1848 ging die Familie nach Singapur. Ab 1849 arbeitete Earl als Rechtsvertreter und Anwalt.
1852 zog Earl wieder nach England und 1854 mit seiner Frau erneut nach Australien, bevor es im Januar 1856 zurück nach Singapur ging, wieder als Advokat. Im Juni 1857 trat Earl in den Öffentlichen Dienst ein. Er wurde Magistrat und im Februar 1859 Assistant Resident Councillor in Penang, nachdem er kurz ein ähnliches Amt in Singapur innehatte. Am 5. August 1865 wurde Earl aufgrund einer ernsten Erkrankung für zwölf Monate zur medizinischen Behandlung in Europa freigestellt. Er und seine Frau reisten auf der Shantung ab, doch nur zwei Tage später starb Earl am 9. August. Sein Leichnam wurde zurück nach Penang gebracht und dort beigesetzt.